# G-Force (jogo)
'G-Force' é um jogo eletrônico baseado no  filme de mesmo nome.

## Enredo
O jogo  ocorre após a fuga da equipe da loja de animais,os jogadores tem a possibilidade de jogar como Darwin e Mooch para lutar contra Leonard Saber e seus robôs "eletrodomésticos".Esse Jogo Tem Um Tutorial que ajuda a facilitação do jogo